# Festival du feu de Beltane
Le Festival du feu de Beltane (anglais : Beltane Fire Festival) est un festival et un rituel d'arts participatifs annuels, qui se tient le 30 avril de chaque année à Calton Hill à Édimbourg pour célébrer l'arrivée de l'été en Écosse.

## Contexte historique
Le festival moderne s'inspire de l'ancien festival gaélique de Beltane qui commençait la veille du 1er mai et marquait le début de l'été,,. 
Alors que le festival puise ses scènes dans une variété d'influences historiques, mythologiques et littéraires, les organisateurs ne prétendent pas qu'il soit autre chose qu'une célébration moderne de Beltane, évoluant avec ses participants.

## Fête moderne
Le festival moderne a été lancé en 1988 par un petit groupe de passionnés, dont Angus Farquhar du collectif musical Test Dept, le chorégraphe Lindsay John, des danseurs de Laban, ainsi que l'ethnologue gaélique Margaret Bennett avec le soutien académique de la School of Scottish Studies de l'Université d'Edimbourg.
Depuis lors, le festival s'est développé et implique désormais plus de 300 collaborateurs et artistes bénévoles, les billets disponibles étant souvent épuisés.
Initialement destiné à avoir lieu sur Arthur's Seat, le lieu des célébrations antérieures de Beltane, pour des raisons pratiques, l'emplacement a été déplacé à Calton Hill. 
La chorégraphie, l'iconographie et la performance ont été façonnées par les recherches des créateurs sur les récits historiques de Beltane et leurs propres influences (par exemple tambours du département de test, carnaval trinidadien, et danse rituelle et performance).
Le festival est géré par l'association Beltane Fire Society et tous les artistes sont des bénévoles.
À l'origine, le festival était gratuit et peu encadré, cependant à mesure que l'événement gagnait en popularité et en raison de la capacité de la colline, le festival est devenu ces dernières années un événement payant.